# Alfred Ernst (botaniste)
Pour l’article homonyme, voir Alfred Ernst.
Alfred Ernst, né le 21 février 1875 à Winterthour et mort le 17 septembre 1968 à Zurich, est un botaniste et eugéniste suisse. Son code d'auteur botanique est "A. Ernst". 

## Biographie
Alfred Ernst naît le 21 février 1875 à Winterthour.
Fils du conseiller cantonal zurichois Heinrich Ernst, il est diplômé de l'école normale de Küsnacht et  étudie les sciences naturelles à Paris entre 1896 et 1897. Immédiatement après, il occupe un poste d'enseignant à Naples. Ernst poursuit ensuite ses études et obtient un doctorat à l'université de Zurich, où il est habilité comme Privatdozent en 1901. En 1905, Ernst est nommé professeur associé et, de 1909 jusqu'à sa retraite en 1945, il occupe le poste de professeur titulaire de botanique générale. En outre, Ernst est recteur de 1928 à 1930. En 1922, il est cofondateur de la fondation Julius Klaus pour la recherche sur l'hérédité, l'anthropologie sociale et l'eugénisme.
Alfred Ernst - qui mène des recherches dans l'archipel malais - s'intéresse à la reproduction chez les algues, à l'embryologie des plantes à fleurs et à la génétique de l'hétérostylie chez les espèces de Primula. Ernst voyage en Indonésie entre 1905 et 1906 ainsi qu'en 1930 et 1931 et collecte des mousses, surtout lors du second voyage, parmi lesquelles Plagiochila spinosissima Steph. pour la première fois, Aneura merapiensis Steph. ainsi que Anthoceros javanicus Steph. Marchantia ernstiana Steph. est nommé d'après lui. 
En 1925, Ernst est élu membre de l'Académie Léopoldine. En 1942, l'Université de Berne lui décerne un doctorat honoris causa, et en 1954, il est accepte comme membre correspondant de l'Académie bavaroise des sciences. La succession d'Alfred Ernst est conservée aux Archives d'État du canton de Zurich.
Il épouse en premières noces en 1907 Anna Elisabeth, fille d'Auguste Dorn, et en secondes noces en 1930 la botaniste et généticienne Marthe Ernst-Schwarzenbach.
Alfred Ernst meurt le 17 septembre 1968 à Zurich à l'âge de 93 ans.

## Publications
- Bastardierung als Ursache der Apogamie im Pflanzenreich : Eine Hypothese zur experimentellen Vererbungs- und Abstammungslehre, Gustav Fischer Verlag, Jena 1918
- Mit Fanni Moser: Entstehung, Erscheinungsform und Fortpflanzung des Artbastardes Primula Pubescens Jacq. (Primula Auricula L. x Pr. Hirsuta all.), Verlag Art, Institut Orell Füssli, Zürich 1925
- Genetische Studien über Heterostylie bei Primula, Verlag Art, Institut Orell Füssli, Zürich 1925
- Weitere Studien über die Vererbung der Calcycanthemie bei Primula, Verlag Art, Institut Orell Füssli, Zürich 1931
- Die Nachkommenschaften aus Kreuzungen zwischen dimorphen und monomorphen Primula-Arten der Sektion Candelabra, Verlag Art, Institut Orell Füssli, Zürich 1943